# Demerval Lobão
Demerval Lobão es un municipio brasileño del estado del Piauí. Se localiza a una latitud 05º21'30" sur y a una longitud 42º40'35" oeste, estando a una altitud de 112 metros. Su población estimada en 2009 era de 13.232 habitantes. Forma parte de la Gran Teresina.
Posee un área de 229,19 km². En otra época conocido como Morrinhos, pasó de poblado la ciudad recedendo su topónimo actual en homenaje al político Demerval Lobão.